# Gyöngyös
Gyöngyös es una ciudad (en húngaro: "város") del condado de Heves, en Hungría. Se encuentra a unos 80 km al este de Budapest, al pie de los montes Mátra. Es un centro importante de industrias alimentarias.

## Ciudades hermanadas
Gyöngyös está hermanada con:
- Ringsted (Dinamarca, 1973)
- Zeltweg (Austria, 1993)
- Târgu Secuiesc (Rumanía, 1995)
- Pieksämäki (Finlandia, 2000)
- Sanok (Polonia, 2003)
- Şuşa (Azerbaiyán, 2013)